# Universidade de Wollongong
A Universidade de Wollongong (em inglês: University of Wollongong) é uma universidade localizada em Wollongong, no estado de Nova Gales do Sul, Austrália. Foi fundada em 1951.